# Élections à Lamotte-Beuvron
Cette page recense les résultats de l'ensemble des votes, élections et référendums ayant eu lieu dans la commune de Lamotte-Beuvron (Loir-et-Cher) depuis 2000.

## Élections municipales

### 2014
Les élections municipales de 2014 ont lieu les 23 et 30 mars 2014. Pascal Bioulac est élu maire de Lamotte-Beuvron.
| Liste conduite par                                               | Voix | % inscrits | % exprimés | Sièges au conseil municipal | Sièges au conseil communautaire |
| ---------------------------------------------------------------- | ---- | ---------- | ---------- | --------------------------- | ------------------------------- |
| Pascal Bioulac (LDIV) Lamotte 2020                               | 1272 | 36,84      | 56,15      | 21                          | 6                               |
| Alain Beignet (LSOC) Une énergie renouvelée pour Lamotte-Beuvron | 993  | 28,76      | 43,84      | 6                           | 2                               |

La répartition des sièges n'a lieu au premier tour que si une liste a recueilli la majorité absolue des suffrages exprimés.
|                | Nombre | % Inscrits | % Votants |
| -------------- | ------ | ---------- | --------- |
| Inscrits       | 3 452  |            |           |
| Abstentions    | 1 029  | 29,81      |           |
| Votants        | 2 423  | 70,19      |           |
| Blancs ou nuls | 158    | 4,58       | 6,52      |
| Exprimés       | 2 265  | 65,61      | 93,48     |

En raison des arrondis à la deuxième décimale, la somme des pourcentages exprimés peut ne pas être égale à 100%.

### 2008
Les élections municipales de 2008 ont lieu le 9 et le 16 mars 2008. Pour la commune de Lamotte-Beuvron, les conseillers municipaux sont élus selon le mode de scrutin de liste à deux tours avec représentation proportionnelle. 27 sièges sont à pourvoir. 4 listes sont déposées. À l'issue des élections qui se déroulent en deux tours et dont les résultats figurent ci-après, Alain Beignet est élu maire.
|                                           | Nuance                                    | Tête de liste                             | Liste                                     | Premier tour | Premier tour | Premier tour | Second tour  | Second tour | Second tour | Sièges |
| Voix                                      | Nuance                                    | Tête de liste                             | Liste                                     | %            | %            | Voix         | %            | %           |             | Sièges |
| Voix                                      | Nuance                                    | Tête de liste                             | Liste                                     | Exprimés     | Inscrits     | Voix         | Exprimés     | Inscrits    |             | Sièges |
| ----------------------------------------- | ----------------------------------------- | ----------------------------------------- | ----------------------------------------- | ------------ | ------------ | ------------ | ------------ | ----------- | ----------- | ------ |
|                                           | DVG                                       | Alain Beignet                             | Une Énergie Nouvelle                      | 897          | 40,7 %       | 26,74 %      | 1171         | 51,29 %     | 34,91 %     | 21     |
|                                           | DVD                                       | Robert Sevres                             | Écouter et Agir                           | 536          | 24,32 %      | 15,98 %      | 417          | 18,27 %     | 12,43 %     | 2      |
|                                           | DVD                                       | Alain Van Keymeulen                       | Aujourd'hui pour Demain                   | 514          | 23,32 %      | 15,32 %      | 695          | 30,44 %     | 20,72 %     | 4      |
|                                           | DVD                                       | Michel Rotat                              | Ensemble, un Nouvel Élan                  | 257          | 11,66 %      | 7,66 %       |              |             |             |        |
| Total exprimés                            | Total exprimés                            | Total exprimés                            | Total exprimés                            | 2 204        | 100 %        | 65,71 %      | 2 283        | 100 %       | 68,07 %     |        |
| Total votants : exprimés + blancs ou nuls | Total votants : exprimés + blancs ou nuls | Total votants : exprimés + blancs ou nuls | Total votants : exprimés + blancs ou nuls | 2 315 (111)  | -            | 69,02 %      | 2 349 (66)   | -           | 70,04 %     |        |
| Total inscrits : votants + abstentions    | Total inscrits : votants + abstentions    | Total inscrits : votants + abstentions    | Total inscrits : votants + abstentions    | 3 354 (1039) | -            | 100 %        | 3 354 (1005) | -           | 100 %       |        |

## Elections départementales (ex-cantonales)
C’est avec la loi no 2013-403 du 17 mai 2013 relative à l’élection des conseillers départementaux, des conseillers municipaux et des conseillers communautaires, que l’assemblée qui dirige le département prend le nom de conseil départemental (en remplacement de la précédente appellation de conseil général).
Le mode d’élection des conseillers départementaux (ex-conseillers généraux) est également modifié.
Le nouveau mode de scrutin s’est appliqué pour la première fois lors des élections départementales de mars 2015 : deux conseillers départementaux ont été élus dans chaque canton au scrutin binominal à deux tours. Les candidats se sont présentés en binôme composé d’une femme et d’un homme. Cette disposition vise à poursuivre l’objectif de parité qui avait commencé à être mis en œuvre depuis la loi du 31 janvier 2007, disposant que les suppléants devaient être de sexe opposé à celui du candidat.
Par ailleurs, pour conforter la parité, la loi prévoit que le binôme des remplaçants des candidats doit lui aussi être composé de deux personnes de sexes différents, afin que chaque candidat et son remplaçant soient du même sexe.
Élus pour six ans, les conseillers départementaux sont désormais renouvelés en intégralité.
Après une redéfinition des limites territoriales des cantons prévue par la loi du 17 mai 2013, le nombre des cantons est passé de 30 à 15 en Loir-et-Cher.

### Résultats du canton au2dtour
|             | Nombre | % Inscrits | % Votants |
| ----------- | ------ | ---------- | --------- |
| Inscrits    | 17 631 |            |           |
| Abstentions | 8 038  | 45,59      |           |
| Votants     | 9 593  | 54,41      |           |
| Blancs      | 325    | 1,84       | 3,39      |
| Nuls        | 141    | 0,80       | 1,47      |
| Exprimés    | 9 127  | 51,77      | 95,14     |

| Binômes de candidats                          | Nuances | Voix  | % Inscrits | % Exprimés | Elus |
| --------------------------------------------- | ------- | ----- | ---------- | ---------- | ---- |
| Pascal Bioulac Mme Isabelle Gasselin          | BC-UD   | 3 877 | 21,98      | 42,48      | Oui  |
| Pascal Goubert de Cauville Mme Agnès Thibault | BC-DVD  | 3 040 | 17,24      | 33,31      | Non  |
| Jean Bernard Mme Isabelle Chartier            | BC-FN   | 2 210 | 12,53      | 24,21      | Non  |

En raison des arrondis à la deuxième décimale, la somme des pourcentages peut ne pas être égale à 100%.

### Résultats du canton au1ertour
|             | Nombre | % Inscrits | % Votants |
| ----------- | ------ | ---------- | --------- |
| Inscrits    | 17 631 |            |           |
| Votants     | 9 498  | 53,87      |           |
| Abstentions | 8 133  | 46,13      |           |
| Blancs      | 321    | 1,82       | 3,38      |
| Nuls        | 123    | 0,70       | 1,30      |
| Exprimés    | 9 054  | 51,35      | 95,33     |

| Binômes de candidats                          | Nuances | Voix  | % Inscrits | % Exprimés | Elus       |
| --------------------------------------------- | ------- | ----- | ---------- | ---------- | ---------- |
| Pascal Bioulac Mme Isabelle Gasselin          | BC-UD   | 3 550 | 20,13      | 39,21      | Ballotage* |
| Pascal Goubert de Cauville Mme Agnès Thibault | BC-DVD  | 2 415 | 13,69      | 26,67      | Ballotage* |
| Jean Bernard Mme Isabelle Chartier            | BC-FN   | 2 267 | 12,85      | 25,04      | Ballotage* |
| Marc Jourdain Mme Evelyne NEeuhard            | BC-COM  | 822   | 4,66       | 9,08       | Non        |

*Ballotage : le binôme de candidats peut accéder au 2d tour s'il le souhaite.

### 2008 - Canton de Lamotte-Beuvron
Les élections cantonales de 2008 ont lieu les 9 et 16 mars 2008.
Patrice Martin-Lalande (UMP) est élu conseiller général au 1er tour avec 62,55 % des suffrages exprimés sur le canton et 61,89 % sur la commune. Il devance Patrick Le Marec (PS) qui obtient 27,97 % sur la commune et 24,88 % sur le canton. Le taux de participation est de 68,09 % sur la commune et de 70,67 % sur le canton.

## Élections régionales
Les élections régionales renouvellent les 25 conseils régionaux de Métropole et d'outre-mer ainsi que l'Assemblée de Corse. Les conseillers régionaux sont élus dans chaque région au scrutin de liste à deux tours sans adjonction ni suppression de noms et sans modification de l'ordre de présentation. Dans la région Centre, 77 sièges sont à pourvoir.

### 2015 - Région Centre-Val de Loire[8]
| Liste conduite par | Nuances | Voix    | % Inscrits | % Exprimés | Nb Sieges |
| ------------------ | ------- | ------- | ---------- | ---------- | --------- |
| François Bonneau   | LUG     | 364 217 | 20,04      | 35,42      | 40        |
| Philippe Vigier    | LUD     | 355 626 | 19,57      | 34,58      | 20        |
| Philippe Loiseau   | LFN     | 308 432 | 16,97      | 30,00      | 17        |

|             | Nombre    | % Inscrits | % Votants |
| ----------- | --------- | ---------- | --------- |
| Inscrits    | 1 817 519 |            |           |
| Abstentions | 741 103   | 40,78      |           |
| Votants     | 1 076 416 | 59,22      |           |
| Blancs      | 23 246    | 1,28       | 2,16      |
| Nuls        | 24 895    | 1,37       | 2,31      |
| Exprimés    | 1 028 275 | 56,58      | 95,53     |

En raison des arrondis à la deuxième décimale, la somme des pourcentages peut ne pas être égale à 100%.

### Résultats de la commune au second tour
| Liste conduite par | Nuances | Voix | % Inscrits | % Exprimés |
| ------------------ | ------- | ---- | ---------- | ---------- |
| Philippe Vigier    | LUD     | 881  | 25,60      | 44,49      |
| François Bonneau   | LUG     | 619  | 17,99      | 31,26      |
| Philippe Loiseau   | LFN     | 480  | 13,95      | 24,24      |

|             | Nombre | % Inscrits | % Votants |
| ----------- | ------ | ---------- | --------- |
| Inscrits    | 3 441  |            |           |
| Abstentions | 1 383  | 40,19      |           |
| Votants     | 2 058  | 59,81      |           |
| Blancs      | 33     | 0,96       | 1,60      |
| Nuls        | 45     | 1,31       | 2,19      |
| Exprimés    | 1 980  | 57,54      | 96,21     |

En raison des arrondis à la deuxième décimale, la somme des pourcentages peut ne pas être égale à 100%.

### Résultats de la commune au1ertour
| Liste conduite par | Nuances | Voix | % Inscrits | % Exprimés |
| ------------------ | ------- | ---- | ---------- | ---------- |
| Philippe Vigier    | LUD     | 634  | 18,42      | 38,71      |
| François Bonneau   | LUG     | 396  | 11,51      | 24,18      |
| Philippe Loiseau   | LFN     | 390  | 11,33      | 23,81      |
| Nicolas Sansu      | LCOM    | 59   | 1,71       | 3,60       |
| Mme Alix Penloup   | LDLF    | 56   | 1,63       | 3,42       |
| Charles Fournier   | LVEC    | 55   | 1,60       | 3,36       |
| Mme Farida Megdoud | LEXG    | 31   | 0,90       | 1,89       |
| Thierry Fouquiau   | LDIV    | 17   | 0,49       | 1,04       |

|             | Nombre | % Inscrits | % Votants |
| ----------- | ------ | ---------- | --------- |
| Inscrits    | 3 441  |            |           |
| Abstentions | 1 728  | 50,22      |           |
| Votants     | 1 713  | 49,78      |           |
| Blancs      | 43     | 1,25       | 2,51      |
| Nuls        | 32     | 0,93       | 1,87      |
| Exprimés    | 1 638  | 47,60      | 95,62     |

En raison des arrondis à la deuxième décimale, la somme des pourcentages peut ne pas être égale à 100%.

### 2010
Les élections régionales de 2010 ont lieu les 14 et 21 mars. Les résultats pour la commune sont les suivants :
|  | Tendance                | Tête de liste    | Liste                                             | Commune | Région  | Sièges |
|  | ----------------------- | ---------------- | ------------------------------------------------- | ------- | ------- | ------ |
|  | Union de la gauche      | François Bonneau | Ensemble pour la région Centre                    | 47,13 % | 50 %    | 49     |
|  | Majorité présidentielle | Hervé Novelli    | Il faut changer pour mieux vivre en région Centre | 39,88 % | 36,46 % | 21     |
|  | FN                      | Philippe Loiseau | Les Français d'abord                              | 12,99 % | 13,54 % | 7      |

### 2004
Les élections régionales de 2004 ont lieu les 21 et 28 mars.Les résultats pour la commune sont les suivants :
|  | Tendance                         | Tête de liste | Liste                                                                                            | Commune | Région  | Sièges |
|  | -------------------------------- | ------------- | ------------------------------------------------------------------------------------------------ | ------- | ------- | ------ |
|  | PS - PCF - Les Verts - PRG - MRC | Michel Sapin  | L'union à gauche                                                                                 | 49,35 % | 49,15 % | 48     |
|  | UMP - MPF                        | Serge Vinçon  | La nouvelle équipe du Centre                                                                     | 35,22 % | 34,39 % | 20     |
|  | FN                               | Jean Verdon   | Front national pour la région Centre présentée par Jean-Marie Le Pen et conduite par Jean Verdon | 15,43 % | 16,46 % | 9      |

## Élections législatives

### Résultats de la commune au second tour
| Liste des candidats | Nuances | Voix | % Inscrits | % Exprimés |
| ------------------- | ------- | ---- | ---------- | ---------- |
| Guillaume Peltier   | LR      | 978  | 28,23      | 62,89      |
| Jean-Luc Brault     | REM     | 577  | 16,65      | 37,11      |

|             | Nombre | % Inscrits | % Votants |
| ----------- | ------ | ---------- | --------- |
| Inscrits    | 3 465  |            |           |
| Abstentions | 1 769  | 51,05      |           |
| Votants     | 1 696  | 48,95      |           |
| Blancs      | 87     | 2,51       | 5,13      |
| Nuls        | 54     | 1,56       | 3,18      |
| Exprimés    | 1 555  | 44,88      | 91,69     |

En raison des arrondis à la deuxième décimale, la somme des pourcentages peut ne pas être égale à 100%.

### Résultats de la commune au1ertour
| Liste des candidats     | Nuances | Voix | % Inscrits | % Exprimés |
| ----------------------- | ------- | ---- | ---------- | ---------- |
| Guillaume Peltier       | LR      | 722  | 20,84      | 40,36      |
| Jean-Luc Brault         | REM     | 448  | 12,93      | 25,04      |
| Mme Mathilde Paris      | FN      | 223  | 6,44       | 12,47      |
| Yvon Chéry              | FI      | 193  | 5,57       | 10,79      |
| Didier Guénin           | SOC     | 54   | 1,56       | 3,02       |
| Mme Olivia Marchal      | DVD     | 37   | 1,07       | 2,07       |
| Mme Marie Robin         | ECO     | 35   | 1,01       | 1,96       |
| Jean-Claude Delanoue    | COM     | 24   | 0,69       | 1,34       |
| Mme Marilyne Corbeau    | DLF     | 21   | 0,61       | 1,17       |
| Mme Francesca Di Pietro | EXG     | 13   | 0,38       | 0,73       |
| Mme Sarah Laurent       | ECO     | 12   | 0,35       | 0,67       |
| Grégory Houssin         | DIV     | 7    | 0,20       | 0,39       |

|             | Nombre | % Inscrits | % Votants |
| ----------- | ------ | ---------- | --------- |
| Inscrits    | 3 465  |            |           |
| Abstentions | 1 636  | 47,22      |           |
| Votants     | 1 829  | 52,78      |           |
| Blancs      | 20     | 0,58       | 1,09      |
| Nuls        | 20     | 0,58       | 1,09      |
| Exprimés    | 1 789  | 51,63      | 97,81     |

En raison des arrondis à la deuxième décimale, la somme des pourcentages peut ne pas être égale à 100%.

### 2012
Les élections législatives de 2012 se déroulent sur deux tours de scrutin les 10 et 17 juin, dans la continuité de l'élection présidentielle qui s'est tenue les 22 avril et 6 mai 2012, selon un mode de scrutin uninominal majoritaire à deux tours. Un redécoupage des circonscriptions législatives est réalisé en 2010 pour tenir compte de l'évolution de la démographie française et pour répondre à une demande du Conseil constitutionnel. Le nombre total de députés, 577, désormais inscrit dans la Constitution depuis la réforme de la constitution française de juillet 2008, reste inchangé, mais certains départements voient le nombre de circonscriptions et leur composition modifiés. Le département de Loir-et-Cher conserve le nombre, 3.
La commune n'est pas concernée par le redécoupage et reste rattachée à la 2e circonscription.
- 2e circonscription : 58,25 % pour Patrice Martin-Lalande (UMP, élu au 2e tour avec 53,16 % des suffrages exprimés[21]), 41,75 % pour Tania Andre (PS), 62,01 % de participation[22].

### 2007
Les élections législatives de 2007 se déroulent sur deux tours de scrutin les 10 et 17 juin. Le découpage électoral est le même que celui des élections de 2002. Sans surprise, la majorité sortante UMP est reconduite, quelques semaines après l'élection de Nicolas Sarkozy à la présidence de la République, avec toutefois un nombre de sièges réduit par rapport aux précédentes élections. Dans la 2e circonscription du département de Loir-et-Cher, dont dépend la commune de Lamotte-Beuvron, Patrice Martin-Lalande est élu au 2e tour avec 55,15% des suffrages. Les résultats pour la commune sont les suivants :
- 2e circonscription : 63,33 % pour Patrice Martin-Lalande (Union pour la Majorité présidentielle, élu au 2e tour avec 55,15 % des suffrages exprimés[24]), 36,67 % pour Jeanny Lorgeoux (UMP), 37,57 % de participation[25].

### 2002
Les élections législatives de 2002 des députés de la XIIe législature ont lieu les 9 et 16 juin 2002, dans la foulée de l'élection présidentielle de 2002 qui a vu la réélection de Jacques Chirac. La droite parlementaire sort largement vainqueur de ces élections, marquées par un nouveau record d'abstention (39%). Les députés sont élus au scrutin uninominal majoritaire à deux tours dans 577 circonscriptions, le département de Loir-et-Cher en comportant trois. La commune de Lamotte-Beuvron est sur le territoire de la 2e circonscription qui voit la victoire de Patrice Martin Lalande (Union pour la Majorité présidentielle, élu au 2e tour avec 56,84 % des suffrages exprimés). Les résultats au niveau de la commune sont les suivants :
- 2e circonscription : 67,24 % pour Patrice Martin Lalande (PS), 32,76 % pour Jeanny Lorgeoux (Union pour la Majorité présidentielle, élu au 2e tour avec 56,84 % des suffrages exprimés), 64,75 % de participation[27].

## Élections présidentielles

### Résultats de la commune au second tour *
| Liste des candidats | Parti | Voix  | % Inscrits | % Exprimés |
| ------------------- | ----- | ----- | ---------- | ---------- |
| Emmanuel Macron     | EM    | 1 402 | 40,54      | 61,84      |
| Mme Marine Le Pen   | FN    | 865   | 25,01      | 38,16      |

|             | Nombre | % Inscrits | % Votants |
| ----------- | ------ | ---------- | --------- |
| Inscrits    | 3 458  |            |           |
| Abstentions | 816    | 23,60      |           |
| Votants     | 2 642  | 76,40      |           |
| Blancs      | 266    | 7,69       | 10,07     |
| Nuls        | 109    | 3,15       | 4,13      |
| Exprimés    | 2 267  | 65,56      | 85,81     |

En raison des arrondis à la deuxième décimale, la somme des pourcentages peut ne pas être égale à 100%.
*Résultats proclamés par le conseil constitutionnel.

### Résultats de la commune au1ertour
| Liste des candidats   | Parti | Voix | % Inscrits | % Exprimés |
| --------------------- | ----- | ---- | ---------- | ---------- |
| François Fillon       | LR    | 638  | 18,45      | 24,07      |
| Mme Marine Le Pen     | FN    | 603  | 17,44      | 22,75      |
| Emmanuel Macron       | EM    | 549  | 15,88      | 20,71      |
| Jean-Luc Mélenchon    | LFI   | 479  | 13,85      | 18,07      |
| Nicolas Dupont-Aignan | DLF   | 134  | 3,88       | 5,05       |
| Benoît Hamon          | PS    | 132  | 3,82       | 4,98       |
| Philippe Poutou       | NPA   | 30   | 0,87       | 1,13       |
| Mme Nathalie Arthaud  | LO    | 28   | 0,81       | 1,06       |
| Jean Lassalle         | SE    | 28   | 0,81       | 1,06       |
| François Asselineau   | UPR   | 24   | 0,69       | 0,91       |
| Jacques Cheminade     | SP    | 6    | 0,17       | 0,23       |

|             | Nombre | % Inscrits | % Votants |
| ----------- | ------ | ---------- | --------- |
| Inscrits    | 3 458  |            |           |
| Abstentions | 735    | 21,26      |           |
| Votants     | 2 723  | 78,74      |           |
| Blancs      | 38     | 1,10       | 1,40      |
| Nuls        | 34     | 0,98       | 1,25      |
| Exprimés    | 2 651  | 76,66      | 97,36     |

En raison des arrondis à la deuxième décimale, la somme des pourcentages peut ne pas être égale à 100%.

### 2012
Le premier tour des élections présidentielles de 2012 voit s'affronter dix candidats. François Hollande, candidat du Parti socialiste, et Nicolas Sarkozy, président sortant et candidat de l'UMP, se qualifient pour le second tour, avec respectivement 28,63 % et 27,18 % des suffrages exprimés. Parmi les candidats éliminés, Marine Le Pen (17,90 %), Jean-Luc Mélenchon (11,10 %) et François Bayrou (9,13 %) obtiennent des scores significatifs. À l'issue du second tour, deux semaines plus tard, François Hollande est élu président de la République avec 51,64 % des suffrages exprimés, contre 48,36 % à son adversaire.
À Lamotte-Beuvron, Nicolas Sarkozy arrive en tête du premier tour avec 31,15 %, suivi de François Hollande avec 25,96 %, puis de Marine Le Pen avec 18,19 %, puis Jean-Luc Mélenchon avec 11,36 %, puis François Bayrou avec 7,88 %, aucun autre candidat ne dépassant le seuil des 5 %. Au second tour, les électeurs ont voté à 48,03 % pour François Hollande contre 51,97 % pour Nicolas Sarkozy avec un taux d’abstention de 81,09 %.
|                                           | Parti       | Nom                   | Premier tour | Premier tour | Premier tour | Second tour | Second tour | Second tour |
| Voix                                      | Parti       | Nom                   | %            | %            | Voix         | %           | %           |             |
| Voix                                      | Parti       | Nom                   | Exprimés     | Inscrits     | Voix         | Exprimés    | Inscrits    |             |
| ----------------------------------------- | ----------- | --------------------- | ------------ | ------------ | ------------ | ----------- | ----------- | ----------- |
|                                           | UMP-NC      | Nicolas Sarkozy       | 834          | 31,15 %      | 24,42 %      | 1 348       | 51,97 %     | 39,45       |
|                                           | PS-PRG      | François Hollande     | 695          | 25,96 %      | 20,35 %      | 1 246       | 48,03 %     | 36,46       |
|                                           | FN          | Marine Le Pen         | 487          | 18,19 %      | 14,26 %      |             |             |             |
|                                           | FG-PCF      | Jean-Luc Mélenchon    | 304          | 11,36 %      | 8,90 %       |             |             |             |
|                                           | MoDem       | François Bayrou       | 211          | 7,88 %       | 6,18 %       |             |             |             |
|                                           | NPA         | Philippe Poutou       | 45           | 1,68 %       | 1,32 %       |             |             |             |
|                                           | DLR         | Nicolas Dupont-Aignan | 45           | 1,68 %       | 1,32 %       |             |             |             |
|                                           | EELV        | Eva Joly              | 31           | 1,16 %       | 0,91 %       |             |             |             |
|                                           | LO          | Nathalie Arthaud      | 16           | 0,6 %        | 0,47 %       |             |             |             |
|                                           | SP          | Jacques Cheminade     | 9            | 0,34 %       | 0,26 %       |             |             |             |
|                                           |             | Total exprimés        | 2 677        | -            | 78,39 %      | 2 594       | -           | 75,91 %     |
| Total votants : exprimés + blancs ou nuls | 2 746 (69)  | -                     | 80,41 %      | 2 771 (177)  | -            | 81,09 %     |             |             |
| Total inscrits : votants + abstentions    | 3 415 (669) | -                     | 100 %        | 3 417 (646)  | -            | 100 %       |             |             |

### 2007
Le premier tour de l'élection présidentielle de 2007 a été marqué par une participation exceptionnelle avec un score de 83,97 % des inscrits. Ce taux est comparable à celui du premier tour de l'élection présidentielle de 1965 qui était de 84,7 % et celle de 1974 qui était de 84,2 %. Nicolas Sarkozy (31,18 %) et Ségolène Royal (25,87 %) arrivent en tête pour le premier tour de l'élection devant François Bayrou (18,57 %) et Jean-Marie Le Pen (10,44 %). Au second tour, Nicolas Sarkozy est élu Président de la République française, avec 53,06 % des suffrages, contre Ségolène Royal avec 46,94 %. 
À Lamotte-Beuvron Nicolas Sarkozy est arrivé en tête au premier tour avec 34,75 %, suivi de Ségolène Royal avec 24,78 %, puis de François Bayrou avec 15,14 %, puis Jean-Marie Le Pen avec 9,78 %, puis Olivier Besancenot avec 5,32 %, aucun autre candidat ne dépassant le seuil des 5 %. Au second tour, les électeurs ont voté à 54,78 % pour Nicolas Sarkozy contre 45,22 % pour Ségolène Royal avec un taux d’abstention de 15,31 %.
|                                           | Parti          | Nom                  | Premier tour | Premier tour | Premier tour | Second tour | Second tour | Second tour |
| Voix                                      | Parti          | Nom                  | %            | %            | Voix         | %           | %           |             |
| Voix                                      | Parti          | Nom                  | Exprimés     | Inscrits     | Voix         | Exprimés    | Inscrits    |             |
| ----------------------------------------- | -------------- | -------------------- | ------------ | ------------ | ------------ | ----------- | ----------- | ----------- |
|                                           | UMP            | Nicolas Sarkozy      | 966          | 34,75 %      | 29,7 %       | 1 473       | 54,78 %     | 44,31       |
|                                           | PS             | Ségolène Royal       | 689          | 24,78 %      | 22,57 %      | 1 216       | 45,22 %     | 36,58       |
|                                           | MoDem          | François Bayrou      | 421          | 15,14 %      | 13,78 %      |             |             |             |
|                                           | FN             | Jean-Marie Le Pen    | 272          | 9,78 %       | 8,91 %       |             |             |             |
|                                           | LCR            | Olivier Besancenot   | 148          | 5,32 %       | 4,85 %       |             |             |             |
|                                           | MPF            | Philippe de Villiers | 76           | 2,73 %       | 2,49 %       |             |             |             |
|                                           | LO             | Arlette Laguiller    | 48           | 1,73 %       | 1,57 %       |             |             |             |
|                                           | Verts          | Dominique Voynet     | 46           | 1,65 %       | 1,51 %       |             |             |             |
|                                           | CPNT           | Frédéric Nihous      | 46           | 1,65 %       | 1,51 %       |             |             |             |
|                                           | PCF            | Marie-George Buffet  | 41           | 1,47 %       | 1,34 %       |             |             |             |
|                                           | Sans étiquette | José Bové            | 19           | 0,68 %       | 0,62 %       |             |             |             |
|                                           | PT             | Gérard Schivardi     | 8            | 0,29 %       | 0,26 %       |             |             |             |
|                                           |                | Total exprimés       | 2 780        | -            | 83,66 %      | 2 689       | -           | 80,9 %      |
| Total votants : exprimés + blancs ou nuls | 2 822 (42)     | -                    | 84,92 %      | 2 815 (126)  | -            | 84,69 %     |             |             |
| Total inscrits : votants + abstentions    | 3 323 (501)    | -                    | 100 %        | 3 324 (509)  | -            | 100 %       |             |             |

### 2002
Le 21 avril 2002 est inédit dans la vie politique française, puisqu'un représentant d'un parti classé à l'extrême droite de l'échiquier politique a réussi à se qualifier pour le second tour d'une élection présidentielle. Jacques Chirac est réélu président de la république avec le plus fort score depuis la création de la Cinquième République : 82,21 % ; Jean-Marie Le Pen obtient 17,79 % des suffrages exprimés.
 À Lamotte-Beuvron, Jacques Chirac arrive en tête au premier tour avec 25,27 %, suivi de Lionel Jospin avec 18,12 % et enfin de Jean-Marie Le Pen avec 17,88 %. Viennent ensuite François Bayrou avec 6,07 %, puis Arlette Laguiller avec 5,65 %, aucun autre candidat ne dépassant le seuil des 5 %. Au second tour, les électeurs ont voté à 84,51 % pour Jacques Chirac contre 15,49 % pour Jean-Marie Le Pen avec un taux d’abstention de 19,33 %, résultat supérieur aux tendances nationales.
|                                           | Parti       | Nom                     | Premier tour | Premier tour | Premier tour | Second tour | Second tour | Second tour |
| Voix                                      | Parti       | Nom                     | %            | %            | Voix         | %           | %           |             |
| Voix                                      | Parti       | Nom                     | Exprimés     | Inscrits     | Voix         | Exprimés    | Inscrits    |             |
| ----------------------------------------- | ----------- | ----------------------- | ------------ | ------------ | ------------ | ----------- | ----------- | ----------- |
|                                           | UMP         | Jacques Chirac          | 537          | 25,27 %      | 17,59 %      | 2 002       | 84,51 %     | 65,57       |
|                                           | PS          | Lionel Jospin           | 385          | 18,12 %      | 12,60 %      |             |             |             |
|                                           | FN          | Jean-Marie Le Pen       | 380          | 17,88 %      | 12,44 %      | 367         | 15,49 %     | 12,02       |
|                                           | MoDem       | François Bayrou         | 129          | 6,07 %       | 4,23 %       |             |             |             |
|                                           | LO          | Arlette Laguiller       | 120          | 5,65 %       | 3,93 %       |             |             |             |
|                                           | CPNT        | Jean Saint-Josse        | 92           | 4,33 %       | 3,0 %        |             |             |             |
|                                           | DL          | Alain Madelin           | 86           | 4,05 %       | 2,82 %       |             |             |             |
|                                           | MRC         | Jean-Pierre Chevènement | 82           | 3,86 %       | 2,69 %       |             |             |             |
|                                           | LCR         | Olivier Besancenot      | 82           | 3,86 %       | 2,69 %       |             |             |             |
|                                           | Verts       | Noël Mamère             | 69           | 3,25 %       | 2,26 %       |             |             |             |
|                                           | PCF         | Robert Hue              | 46           | 2,16 %       | 1,51 %       |             |             |             |
|                                           | MNR         | Bruno Mégret            | 43           | 2,02 %       | 1,41 %       |             |             |             |
|                                           | PRG         | Christiane Taubira      | 28           | 1,32 %       | 0,92 %       |             |             |             |
|                                           | FRS         | Christine Boutin        | 22           | 1,04 %       | 0,72 %       |             |             |             |
|                                           | Cap21       | Corinne Lepage          | 19           | 0,89 %       | 0,62 %       |             |             |             |
|                                           | PT          | Daniel Gluckstein       | 5            | 0,24 %       | 0,16 %       |             |             |             |
|                                           |             | Total exprimés          | 2 125        | -            | 69,6 %       | 2 369       | -           | 77,6 %      |
| Total votants : exprimés + blancs ou nuls | 2 239 (114) | -                       | 73,34 %      | 2 463 (94)   | -            | 80,67 %     |             |             |
| Total inscrits : votants + abstentions    | 3 053 (814) | -                       | 100 %        | 3 053 (590)  | -            | 100 %       |             |             |

## Élections européennes

### Résultats définitifs*
| Listes                                                                                 | Voix | % Exprimés |
| -------------------------------------------------------------------------------------- | ---- | ---------- |
| COMMUNISTES (LEXG)                                                                     | 0    | 0,00       |
| EUROPE DECROISSANCE (LDIV)                                                             | 0    | 0,00       |
| ESPÉRANTO LANGUE COMMUNE EQUITABLE POUR L'EUROPE (LDIV)                                | 4    | 0,28       |
| LISTE BLEU MARINE - NON A BRUXELLES, OUI A LA FRANCE (LFN)                             | 343  | 23,84      |
| NOUS CITOYENS (LDVD)                                                                   | 19   | 1,32       |
| POUR LA FRANCE, AGIR EN EUROPE AVEC BRICE HORTEFEUX (LUMP)                             | 362  | 25,16      |
| EUROPE CITOYENNE (LDIV)                                                                | 5    | 0,35       |
| NOUVELLE DONNE (LDVG)                                                                  | 41   | 2,85       |
| SYNDICAT DE LUTTE CONTRE LES BANQUES (LEXG)                                            | 16   | 1,11       |
| CHOISIR NOTRE EUROPE (LUG)                                                             | 166  | 11,54      |
| PIRATONS L'EUROPE (LDIV)                                                               | 0    | 0,00       |
| FÉMINISTES POUR UNE EUROPE SOLIDAIRE (LDIV)                                            | 1    | 0,07       |
| ALLIANCE ECOLOGISTE INDEPENDANTE (LDIV)                                                | 25   | 1,74       |
| LUTTE OUVRIERE FAIRE ENTENDRE LE CAMP DES TRAVAILLEURS (LEXG)                          | 39   | 2,71       |
| POUR UNE FRANCE ROYALE AU CŒUR DE L'EUROPE (LDVD)                                      | 0    | 0,00       |
| FORCE VIE (LDVD)                                                                       | 0    | 0,00       |
| PARTI FÉDÉRALISTE EUROPÉEN (LDIV)                                                      | 0    | 0,00       |
| DEBOUT LA FRANCE ! NI SYSTEME, NI EXTRÊMES, AVEC NICOLAS DUPONT-AIGNAN (LDVD)          | 72   | 5,00       |
| FRONT DE GAUCHE (LFG)                                                                  | 93   | 6,46       |
| UPR MASSIF-CENTRAL-CENTRE (LDIV)                                                       | 2    | 0,14       |
| RÉGIONS ET PEUPLES SOLIDAIRES (LDIV)                                                   | 0    | 0,00       |
| EUROPE ECOLOGIE (LVEC)                                                                 | 90   | 6,25       |
| CITOYENS DU VOTE BLANC (LDIV)                                                          | 27   | 1,88       |
| DÉMOCRATIE REELLE (LDIV)                                                               | 0    | 0,00       |
| UDI MODEM LES EUROPEENS. LISTE SOUTENUE PAR FRANÇOIS BAYROU ET JEAN-LOUIS BORLOO (LUC) | 134  | 9,31       |

|             | Nombre | % Inscrits | % Votants |
| ----------- | ------ | ---------- | --------- |
| Inscrits    | 3 415  |            |           |
| Abstentions | 1 900  | 55,64      |           |
| Votants     | 1 515  | 44,36      |           |
| Blancs      | 53     | 1,55       | 3,50      |
| Nuls        | 23     | 0,67       | 1,52      |
| Exprimés    | 1 439  | 42,14      | 94,98     |

En raison des arrondis à la deuxième décimale, la somme des pourcentages exprimés peut ne pas être égale à 100%.
*les résultats définitifs ont été proclamés par la Commission Nationale de Recensement des Votes le mercredi 28 mai 2014.

## Référendums
Le référendum sur le quinquennat présidentiel, visant à réduire la durée du mandat présidentiel de sept à cinq ans, a lieu le 24 septembre 2000. La question posée est : « Approuvez-vous le projet de loi constitutionnelle fixant la durée du mandat du président de la République à cinq ans ? » Les électeurs votent « oui » à une large majorité (73,21 % des suffrages exprimés), dans un contexte de forte abstention (69,81 %). Localement, les votes sont respectivement de 75,64 % pour le "oui" et de 24,36 % pour le "non".
Le référendum français sur le traité établissant une Constitution pour l'Europe a eu lieu le 29 mai 2005. À la question « Approuvez-vous le projet de loi qui autorise la ratification du traité établissant une Constitution pour l'Europe ? », le « non » recueille 54,68 % des suffrages exprimés. Ce troisième référendum français sur un traité européen (après ceux de 1972 et 1992) est le premier à être rejeté. Localement les électeurs de la commune votent à 42,65 % pour le "oui" et à 57,35 % pour le "non".
| Référendums. | Référendums.      | Référendums.      | Référendums.      | Référendums.      | Référendums.      | Référendums.      | Référendums.  |
| Année        | Oui (national)    | Oui (national)    | Oui (national)    | Non (national)    | Non (national)    | Non (national)    | Participation |
| ------------ | ----------------- | ----------------- | ----------------- | ----------------- | ----------------- | ----------------- | ------------- |
| 2000         | 75,64 % (73,21 %) | 75,64 % (73,21 %) | 75,64 % (73,21 %) | 24,36 % (26,79 %) | 24,36 % (26,79 %) | 24,36 % (26,79 %) | 33,45 %       |
| 2005         | 42,65 % (45,33 %) | 42,65 % (45,33 %) | 42,65 % (45,33 %) | 57,35 % (54,67 %) | 57,35 % (54,67 %) | 57,35 % (54,67 %) | 70,1 %        |